# Spilosoma rava
Spilosoma rava är en fjärilsart som beskrevs av Druce 1898. Spilosoma rava ingår i släktet Spilosoma och familjen björnspinnare. Inga underarter finns listade i Catalogue of Life.